# Saint-Romain-le-Puy
Saint-Romain-le-Puy is een gemeente in het Franse departement Loire (regio Auvergne-Rhône-Alpes). De plaats maakt deel uit van het arrondissement Montbrison. Saint-Romain-le-Puy telde op 1 januari 2022 4.121 inwoners.

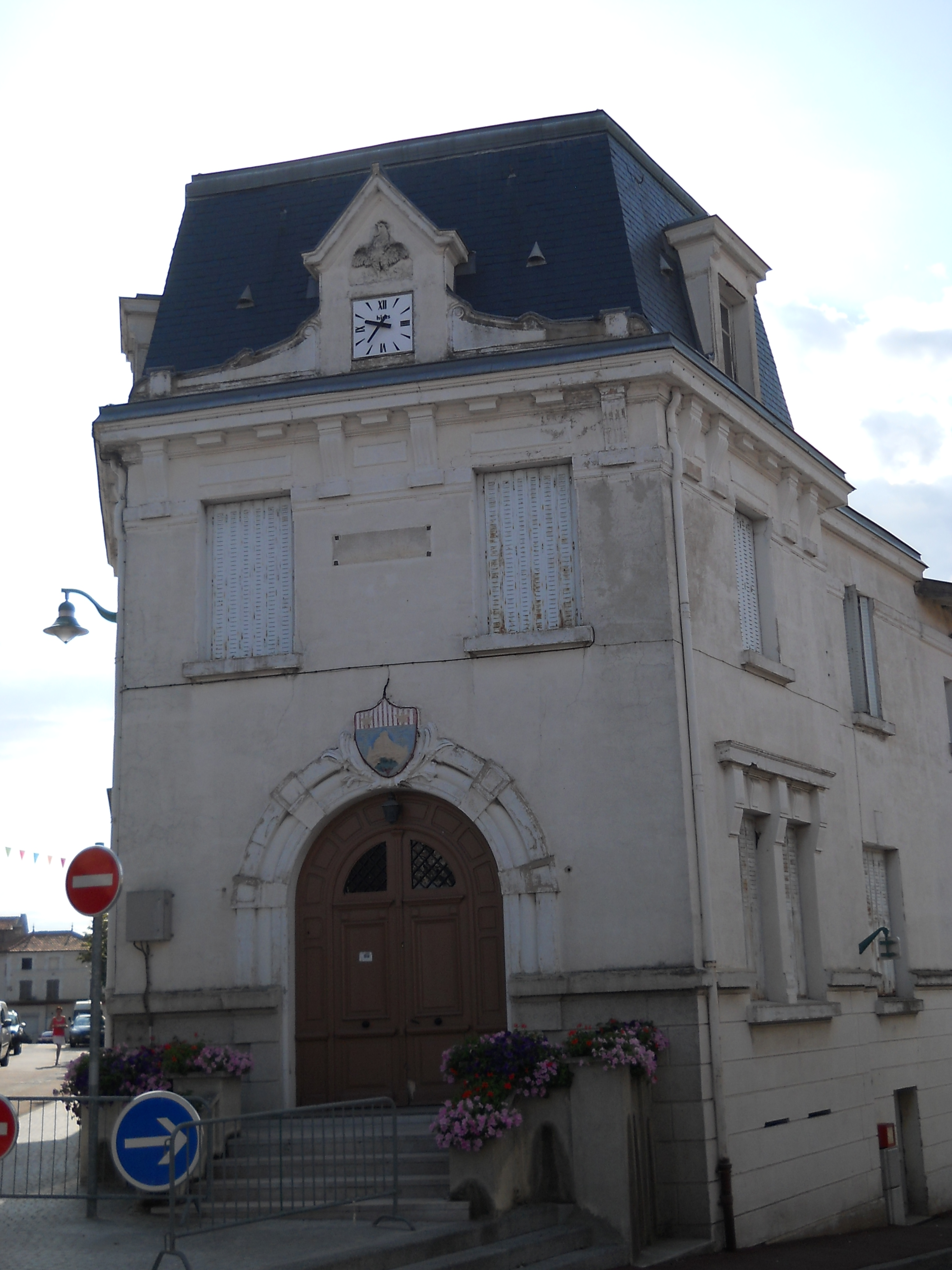
Gemeentehuis
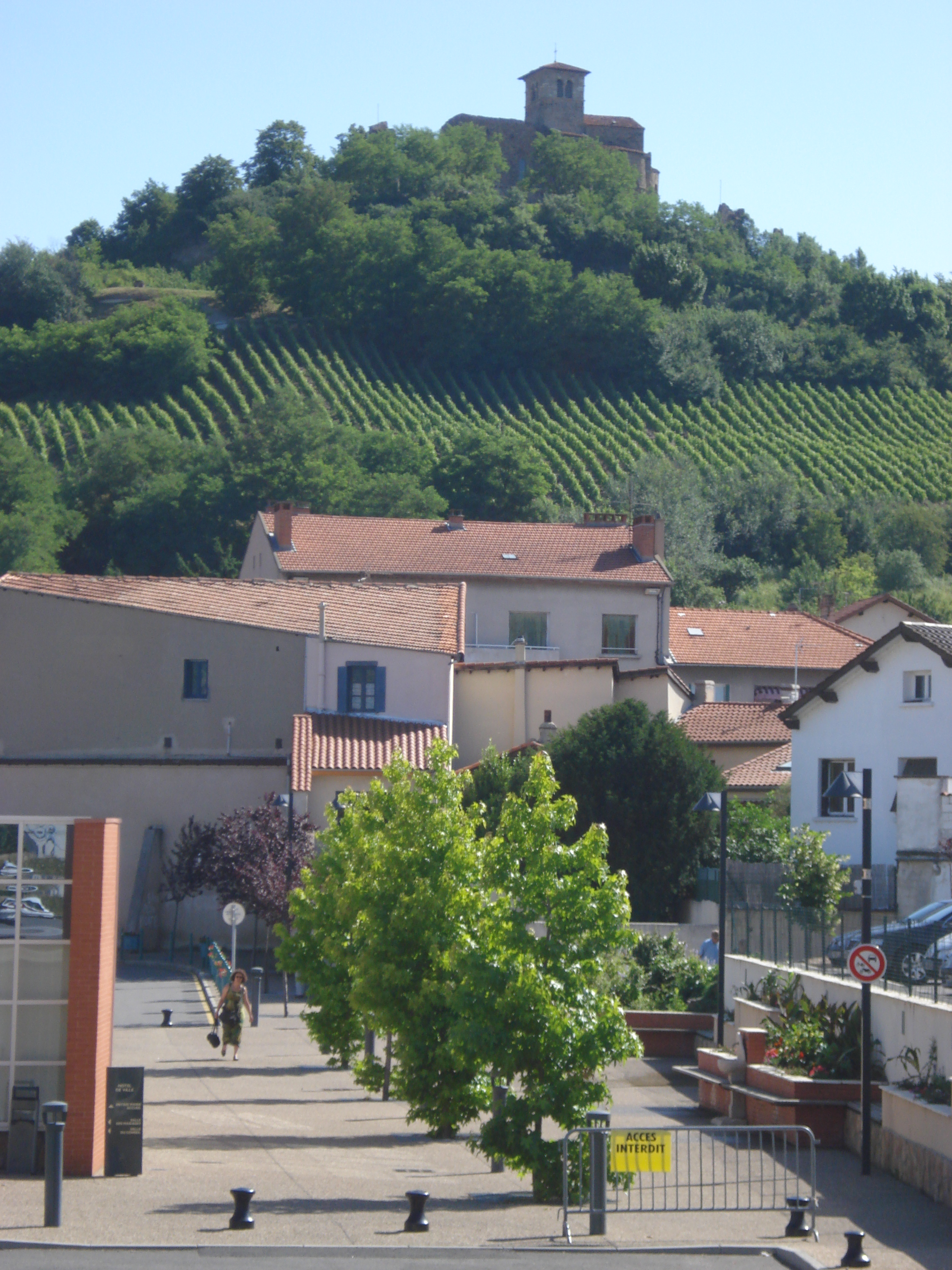
Saint-Romain-le-Puy
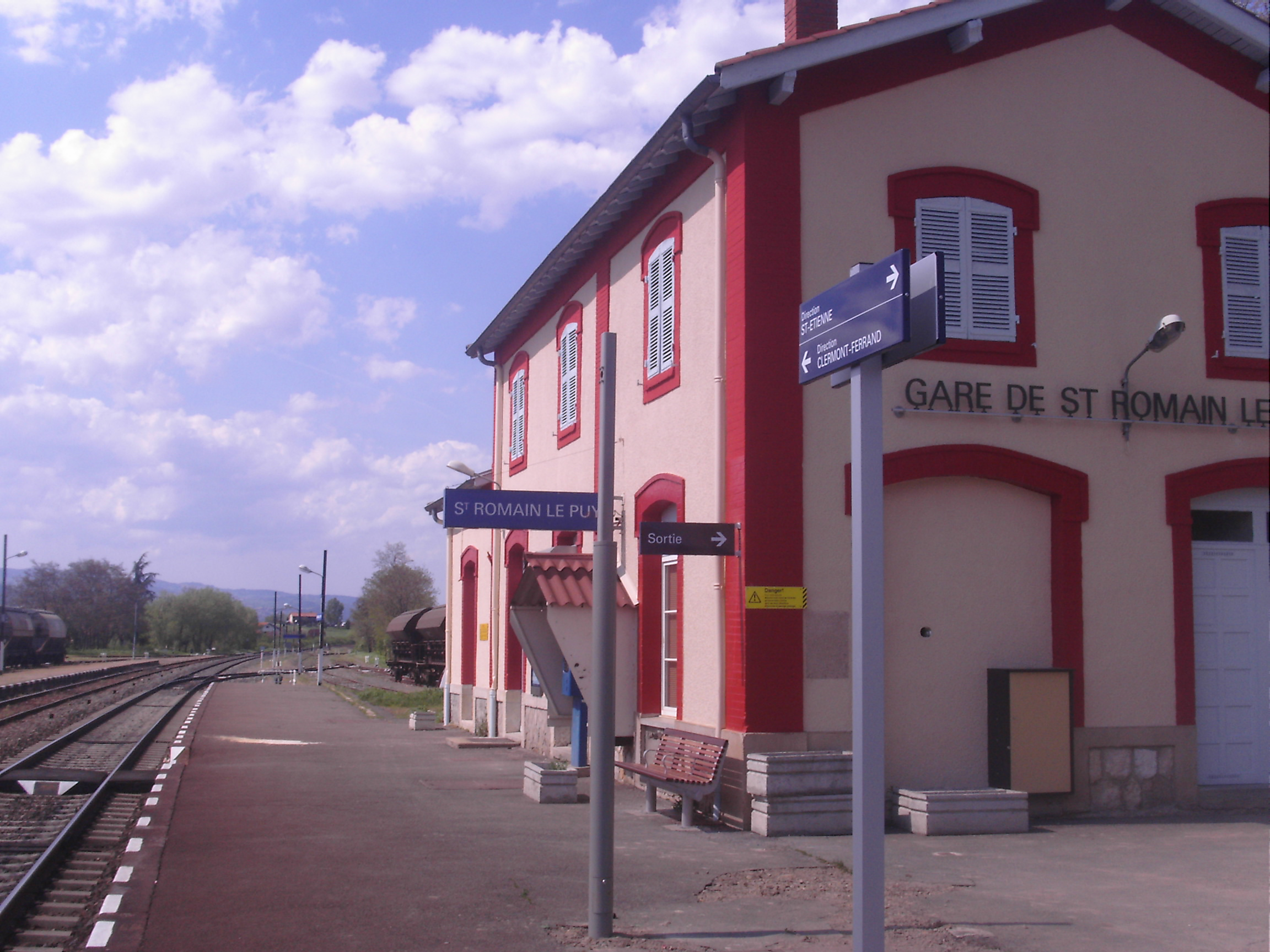
Station van Saint-Romain
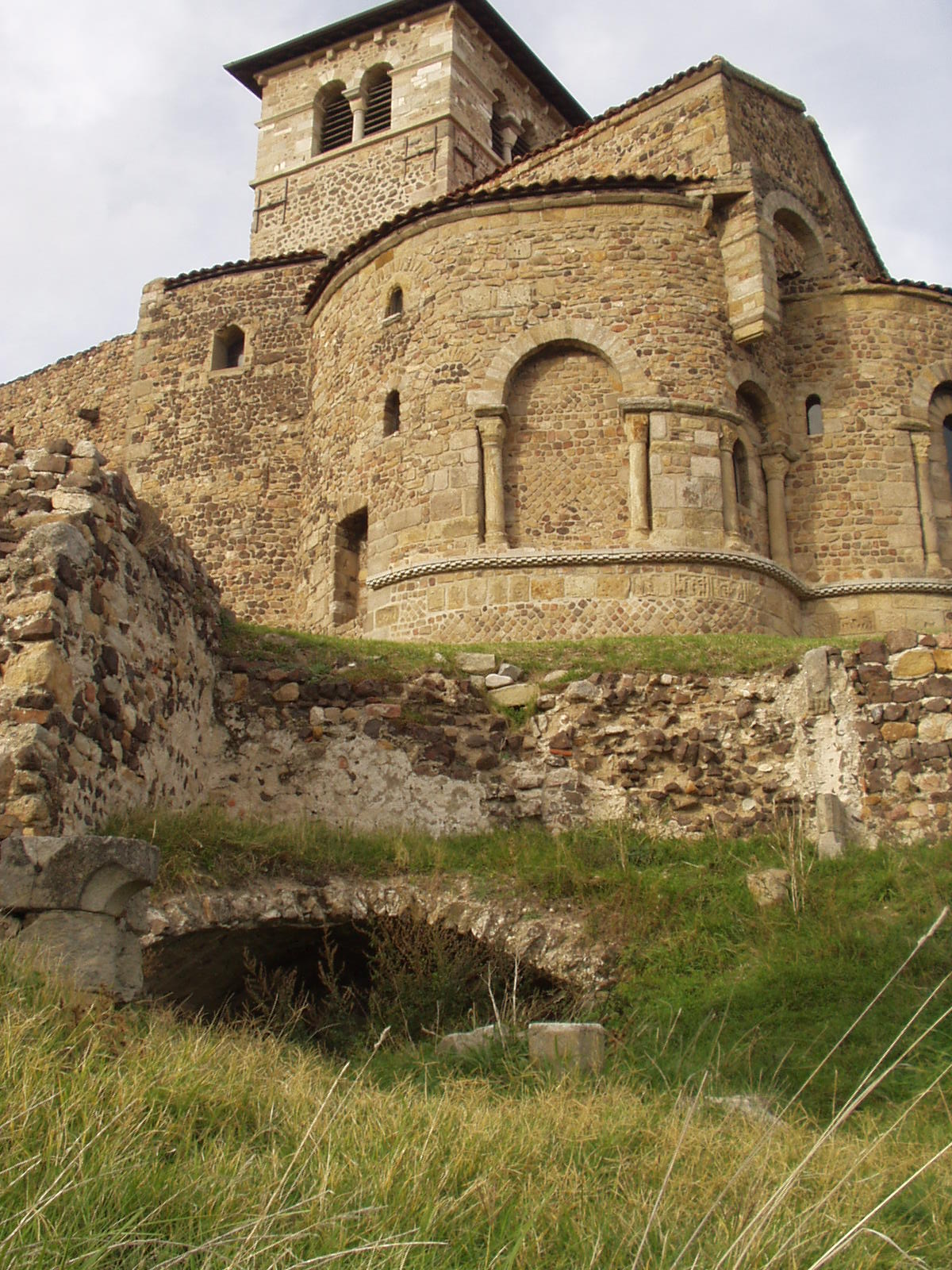
Priorij van Saint-Romain-le-Puy

## Geografie
De oppervlakte van Saint-Romain-le-Puy bedroeg op 1 januari 2022 21,14 vierkante kilometer; de bevolkingsdichtheid was toen 194,9 inwoners per km².

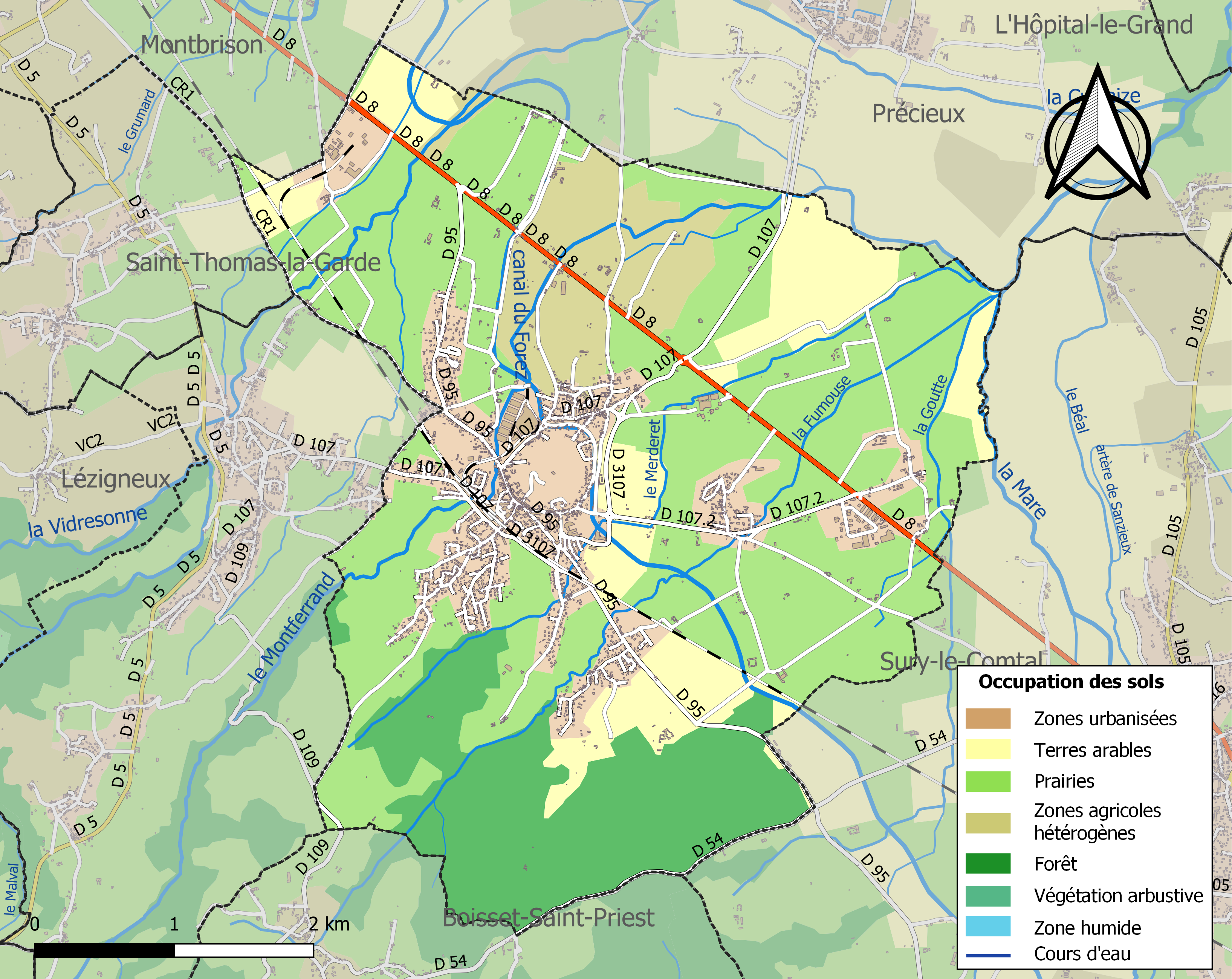
Kaart van de gemeente met de belangrijkste infrastructuur, bodemgebruik en omliggende gemeenten

## Verkeer en vervoer
In de gemeente ligt spoorwegstation Saint-Romain-le-Puy.

## Demografie
Onderstaande figuur toont het verloop van het inwonertal (bron: INSEE-tellingen).